# 에스에이엠티 (기업)
에스에이엠티(SAMT Co. Ltd.)는 대한민국의 IT 부품을 위한 마케팅 및 기술서비스 기업이다. 본사는 서울특별시 강남구 영동대로 315, 대경빌딩에 위치해 있으며 대표이사는 박두진이다.

## 역사
1990년 6월 삼성물산이 반도체 내수판매를 위해 세운 자회사 삼테크로 시작하였다.

## 상장
2000년 코스닥시장에 상장되었다.

## 논란
2009년 자본이 전액 잠식되어 관리종목으로 지정된 적 이 있다

## 같이 보기
- 삼지전자

## 참고문헌
1. ↑  한국IR협의회 기술분석보고서-에스에이엠티, 2019. 12. 26
2. ↑  김준형, SAMT, 주가 급등…삼성 'GDDR&' 개발에 유통사 부각, 빅데이터뉴스, 2024년 4월 4일
3. ↑  거래소, 에스에이엠티 '관리종목' 지정, 머니투데이, 2009년 3월 12일